# Jonas Källman
Jonas Källman (Växjö, 17 luglio 1981) è un ex pallamanista e allenatore di pallamano svedese.

## Palmarès
- Giochi olimpici

Londra 2012: argento.